# 情緒主義
情緒主義（英文：emotivism）是一個後設倫理學理論，主張道德語句無認知意義，非真亦非假，但表達出情緒。
通過分析哲學和邏輯實證主義在二十世紀發展，這個理論是表達於艾耶在他的《語言、真理與邏輯》。情緒主義是非認知主義的一種形式，與其他形式的非認知主義（準實踐主義和普遍主義）以及所有形式的認知主義（包括道德現實主義和道德主觀主義）相對立。

## 支持者

### A.J.艾耶
艾耶提出情緒主義，認為道德價值不可以用經驗檢證，而道德句子表達出情緒，但並無認知意義，非真亦非假。
艾耶指出，道德價值不可以化成經驗事實。對於效益主義者與其他結果主義者，嘗試將道德價值化成經驗事實，艾耶就認為，「X是善」並不等值於「X是令人愉快」或者「X是人所追求」。對於艾耶而言，由於道德價值並不可以化作經驗事實，所以道德句子並無認知意義。當運用「檢證原則」於道德句子，由於道德句子屬於綜合句，但並無檢證當中的內容是真或假的方式，所以道德句子不真亦不假，而缺乏認知意義。
艾耶認為，道德句子表達出情緒，而並無增加任何事實內容。艾耶對比「你偷錢乃錯」與「你偷錢」之後，認為前一句表達出情緒，但並無比後一句多陳述出任何內容。前一句反而因並不表達出真或者假，所以屬缺乏認知意義之句子。
另一方面，艾耶認為，道德句子表達出情緒，但並不描述任何人之心理狀態。艾耶認為，如果說出「寬容是美德」，而心中又缺乏情緒支持「寬容是美德」，其實並無自我矛盾，因為道德句子是表達出情緒，而不是陳述出自己的情緒。艾耶亦因而認為，並沒有價值爭論。艾耶認為，表達出相反情緒之道德句子，例如「節儉是美德」與「節儉是邪惡」，都是非真亦非假，所以這兩句都可以相容。

## 批判
林火旺指出，艾耶情緒主義的論證基礎有問題。艾耶情緒主義的論證基礎是「檢證原則」，但「檢證原則」不可以檢證出「檢證原則」本身。因為「檢證原則」主張有意義的命題，如果不是分析命題，就是可以檢證的綜合命題。當「檢證原則」嘗試檢證「檢證原則」本身，就會得出「檢證原則」本身是沒有認知意義。